# Orejas de burro (vela)

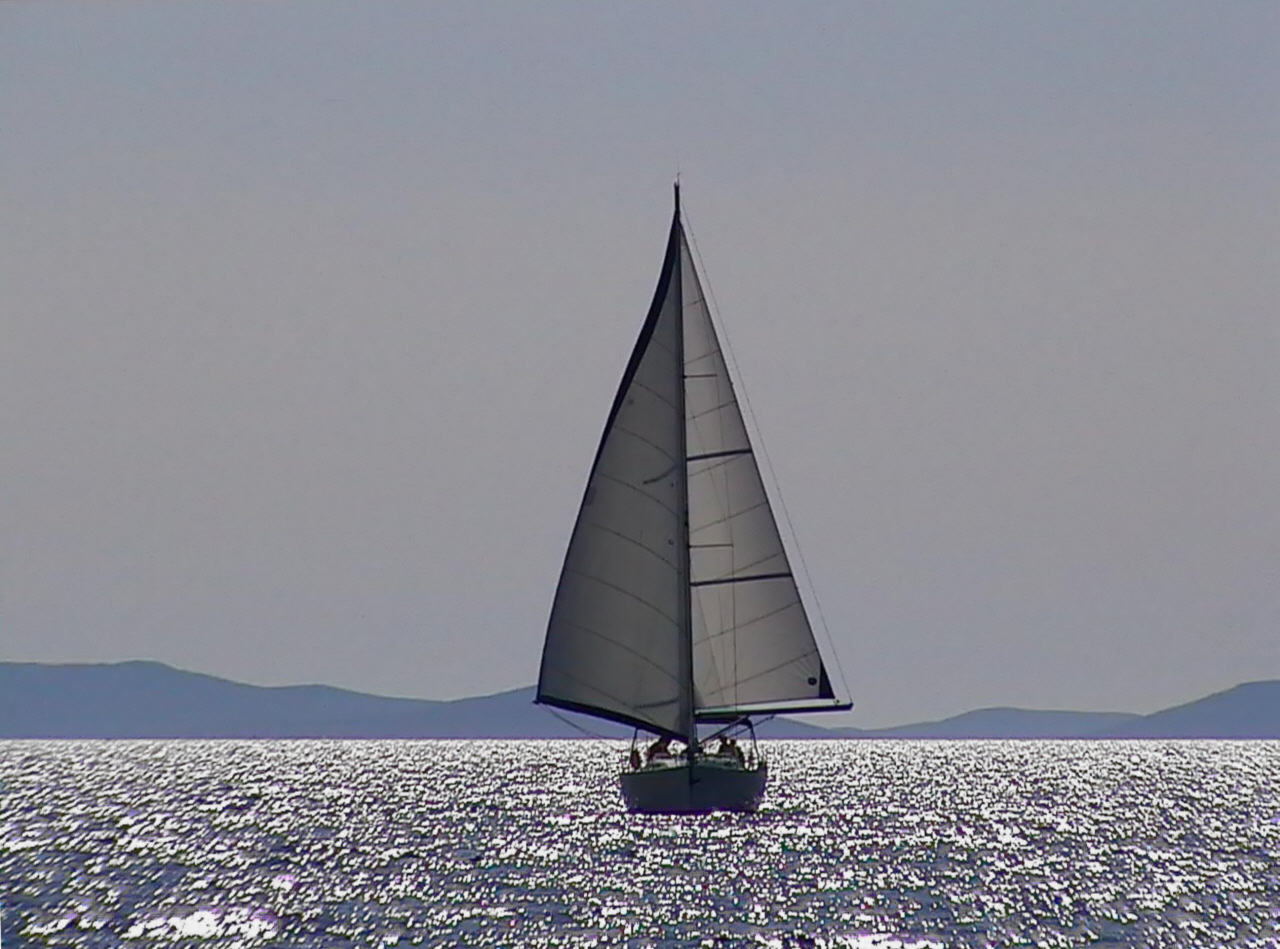
Velero con orejas de burro

Orejas de burro es un término que se utiliza para definir la navegación de un velero con aparejo proa-popa, cuando se mueve en la dirección del viento, hacia sotavento, con la vela mayor y la vela de proa en lados opuestos del barco (por ejemplo, con la mayor a babor y el foque a estribor) formando un ángulo de 180 grados para maximizar la cantidad de lona expuesta al viento. El foque está sujeto con un tangón, por el puño de escota,  para forzarlo a recoger la máxima cantidad de viento, por el lado escogido sin que lo tape la mayor.

## Descripción

Orejas de burro

La navegación con orejas de burro requiere el uso de dos velas, un foque y la mayor . Se utiliza cuando se navega "delante del viento" directamente hacia sotavento . El timonel debe vigilar el viento de popa con atención para evitar una "trasluchada" involuntaria. Para asegurar la botavara contra este cruce, se utiliza una "contra"; Se trata de un elemento mecánico que se lleva desde la botavara hacia proa en el mismo lado donde está la botavara y se asegura allí para evitar que la botavara se balancee a través del barco si la vela pierde el empuje del viento temporalmente. Cuanto más hacia proa se pueda colocar la botavara, menor será el riesgo de que se produzca una trasluchada involuntaria.  

## Alternativas
Otra posibilidad, sería navegar a favor del viento cruzado, que es más rápido y puede llevar a cabo el timonel debido a la mejor aerodinámica de los balandros modernos. Alternativamente, navegando de empopada, se puede utilizar un gennaker o un spinnaker, con ellos la vela mayor ya no representa ningún peligro, aunque todavía puede trasluchar .
La posición de la botavara es determinante para las reglas de prioridad en el mar . Por tanto, si es posible, la botavara se dejará a babor; en caso contrario, existe la posibilidad de tener que dar prioridad a otros veleros, no solo a los que navegan ciñendo más, sino solo por el hecho de tener la botavara en el lado de babor (amurados a estribor).

## Empopada vs. ceñida
Cuando se navega con el viento o delante del viento, las velas generan energía principalmente mediante el arrastre (como un paracaídas) con el viento real directamente desde la popa de la embarcación. Una embarcación de vela impulsada por el viento a su favor no puede alcanzar una velocidad más rápida que la velocidad del viento real.
Sin embargo, las embarcaciones de vela de gran rendimiento alcanzan una velocidad mayor que la que se puede alcanzar a favor del viento, navegando en ceñida de una forma más eficiente para una embarcación en particular, y haciendo bordos según sea necesario. El recorrido más largo se compensa con la velocidad más rápida. Por ejemplo, si un barco navega alternativamente en las direcciones 45° desde la dirección del viento a favor, hará un recorrido √ 2 (≈1,41) veces más largo de lo que haría si navegara directo en la dirección del viento, pero siempre que pueda navegar más rápido que 1,4 veces la velocidad del viento real, la ruta indirecta le permitirá realizar el recorrido global de una forma más rápida.
Para navegar de empopada, las embarcaciones mejoran la potencia de las velas aumentando el área total presentada al viento, a veces poniendo velas especializadas para este propósito, como un spinnaker en un barco con aparato proa-popa, dejando obsoleta esta técnica descrita de las orejas de burro colocando el copo a barlovento (opuesto a la vela mayor). Con vientos ligeros, ciertos barcos con aparatos cuadrados pueden poner velas con alas, velas que se extienden hacia el exterior desde las vergas, para crear una superficie vélica mayor.

## Galería

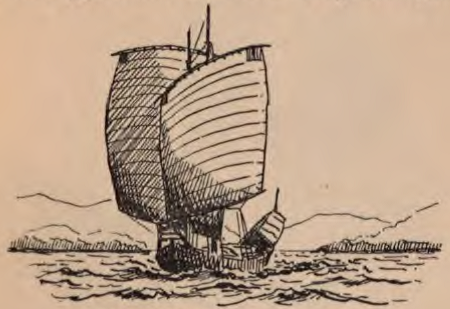
Un Penjajap Malai con orejas de burro
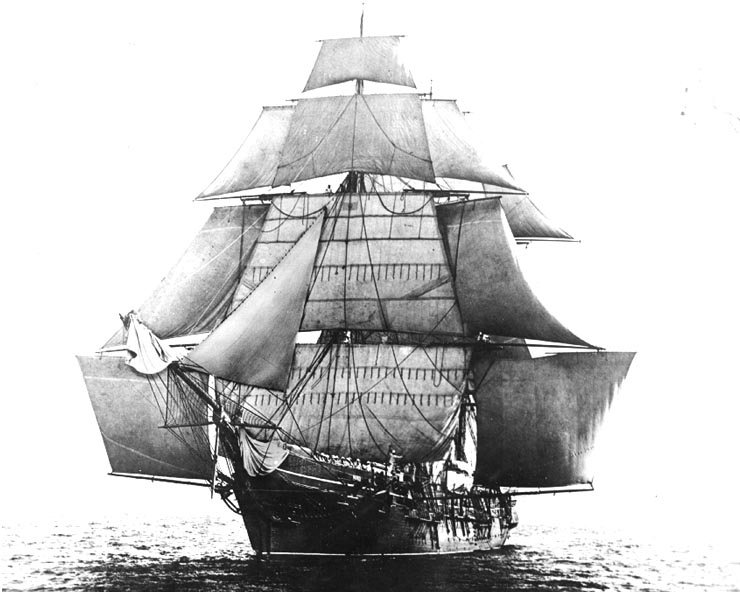
El bergantín goleta USS Monongahela (USA, 1862) con todo el juego de alas desplegado.